# Dreamkeeper
Dreamkeeper es una película dramática de 2003 dirigida por Steve Barron y escrita por John Fusco. El film se centra en un anciano nativoamericano narrador de cuentos de origen lakota y su nieto Shane Chasing Horse: Ambos emprenden un viaje desde la reserva de Pine Ridge, Dakota del Sur hasta la "Entrada de las Naciones" en una aldea de Alburquerque, Nuevo México.

## Argumento
Shane Chasing Horse (Eddie Spears) es un joven con una visión pesimista sobre la vida hasta que debe acompañar a su abuelo Pete (August Schellenberg) en un viaje desde una reserva de Dakota del Sur hasta un Powwow que tiene lugar en Nuevo México.
Durante el viaje, su actitud irá cambiando mientras su abuelo le explica historias de su cultura con las que hará frente a sus fantasmas además de aprender a escoger el buen camino.

## Reparto
- August Schellenberg es Abuelo Pete Chasing Horse.
- Eddie Spears es Shane Chasing Horse.
- Gil Birmingham es Sam Chasing Horse.
- Sheila Tousey es Janine.
- Nathan Lee Chasing His Horse es Verdel.
- Chaske Spencer es Eagle Boy.
- Gloria Eshkibok es Mujer fea.
- Kimberly Norris Guerrero es Mujer bella.
- Sean Wei Mah es High Horse.
- Gordon Tootoosis es Kills Enemy.
- Michael Greyeyes es Thunder Spirit.
- Alex Rice es She-Crosses-The Water.
- Elizabeth Sage Galesi es Blue Bird Woman / Mae Little Wounded.
- Casey Camp-Horinek es Sky Woman.
- Griffin Powell-Arcand es Thunder Boy.
- Margo Kane es Clan Mother.
- Scott Grimes es Red-Headed Stranger / Tehan.
- Delanna Studi es Talks A Lot.
- Nathaniel Arcand es Broken Lance.
- Patric James Bird es Big Bow.
- David McNally es Coronel.
- Darren Lucas es Segundo soldado.
- Dave Leader es Soldado novel.
- Clifford Crane Bear es Viejo Kiowa.
- Kyle Daniels es Little Hand.
- John Trudell es Coyote.
- Gary Farmer es Iktome.
- George Aguilar es Abuelo.
- Geraldine Keams es Mujer de Iktome.
- Dakota House es Dirty Belly.
- Tantoo Cardinal es Anciana.
- Floyd Red Crow Westerman es Iron Spoon.
- Sheena Shymanski es filla de Iron Spoon.
- Teneil Whiskey Jack es Quillwork Girl.
- Michelle Thrush es Morning Horse.
- Terry Bigcharles es Primeiro hermano.
- Simon R. Baker es Segundo hermano.
- William Daniels es Terceiro hermano.
- Zachary Nolan Auger es Cuarto hermano.
- Sarain Waskawitch es Quinto hermano.
- Cody Lightning es Sexto hermano.
- Russell Badger es War Chief.
- Cliff Soloman es Jefe del poblado.
- Misty Upham es filla do Jefe.
- Lawrence Bayne es Raven.
- Travis Dugas es Ekuskini.
- Tyrone Tootoosis es Whirlwind Dreamer.
- Sammy Simon es Ghost Hunter.
- Stag Big Sorrel Horse es Hunter.
- Jimmy Herman es Multnomah Elder.
- Wilma Pelly es Anciana.
- Helmer Twoyoungmen es Salmon Hunter.
- Tokala Clifford es Red Deer.